# Talang Petai
Talang Petai is een bestuurslaag in het regentschap Muko-Muko van de provincie Bengkulu, Indonesië. Talang Petai telt 624 inwoners (volkstelling 2010).